# Meoneura sinclairi
Meoneura sinclairi är en tvåvingeart som beskrevs av Wheeler 2000. Meoneura sinclairi ingår i släktet Meoneura och familjen kadaverflugor.
Artens utbredningsområde är Galápagosöarna. Inga underarter finns listade i Catalogue of Life.